# Ukřižování

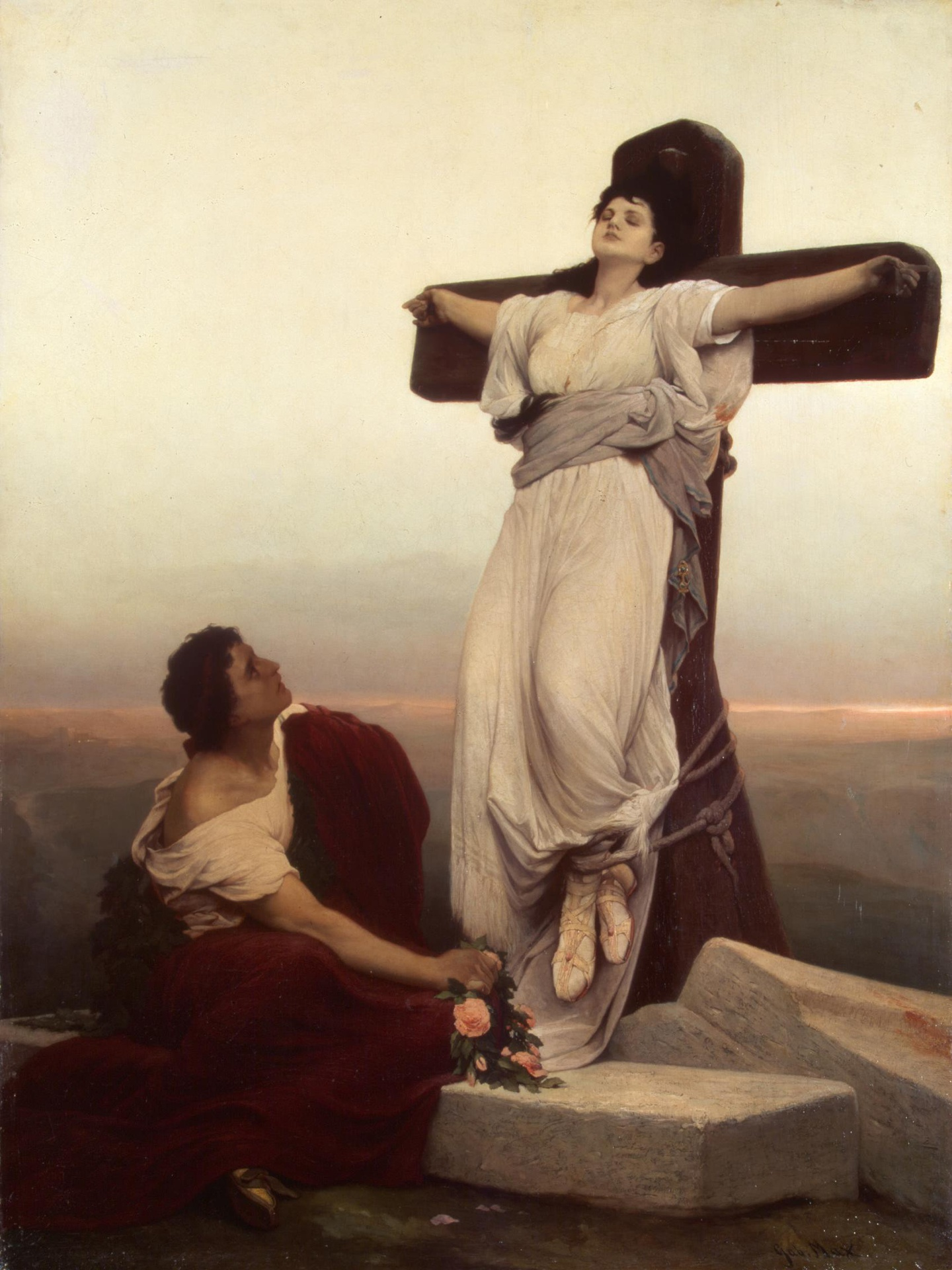
Gabriel Max: Ukřižování svaté Julie s nohama přivázanýma provazem; 1866

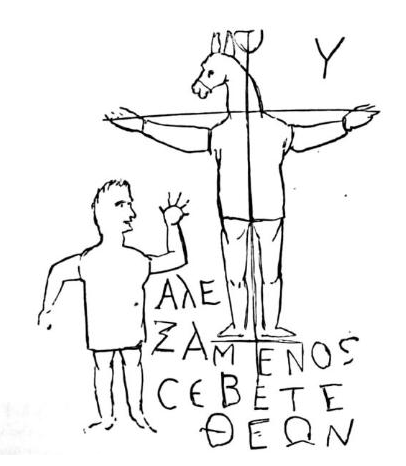
Římská satirická kresba: Ukřižovat pro víru se nechá jen osel; Řím, 1.–3. století

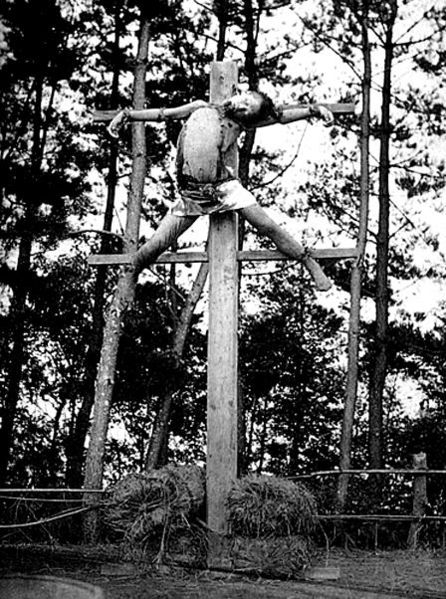
Japonský vrah, popravený ukřižováním za vraždu syna svého zaměstnavatele, kolem roku 1865

Ukřižování je historický způsob potupné popravy, jehož se užívalo především ve starověku a v raném středověku. Nejznámějším historickým příkladem je ukřižování Ježíše Krista. Kříž, na němž zemřel, se stal hlavním symbolem křesťanství.
Výkon ukřižování spočíval v zavěšení odsouzence za rozepjaté ruce na kříž. Tímto způsobem byli popravováni vzbouřenci, političtí nebo náboženští odpůrci, agitátoři, piráti, otroci, v císařském Římě pouze lidé, kteří neměli občanská práva nebo (od 2. stol. n. l.) byli chudí.

## Popis

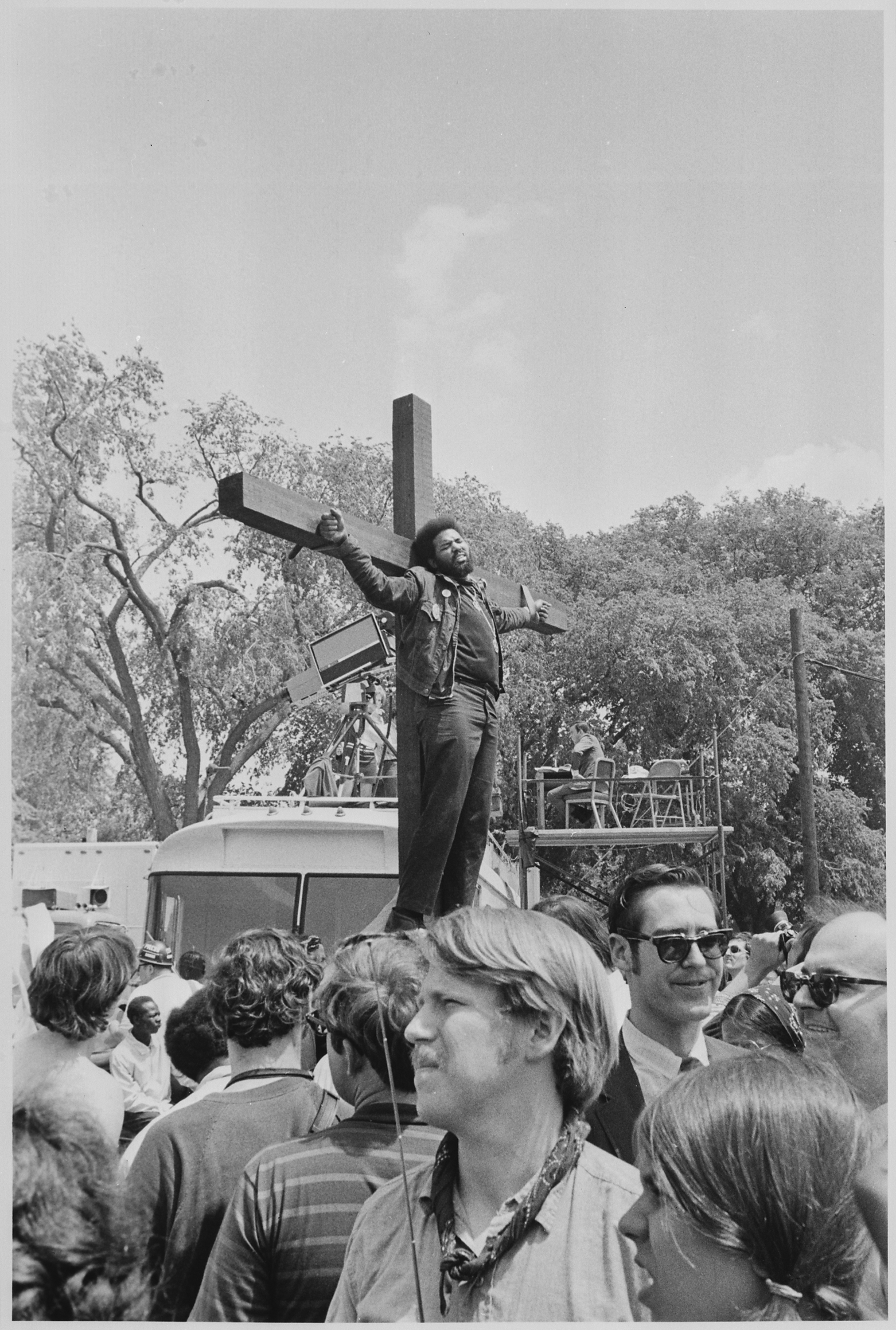
Afroameričan předvádí ukřižování na protest proti Nixonově vládě, Washington 1970

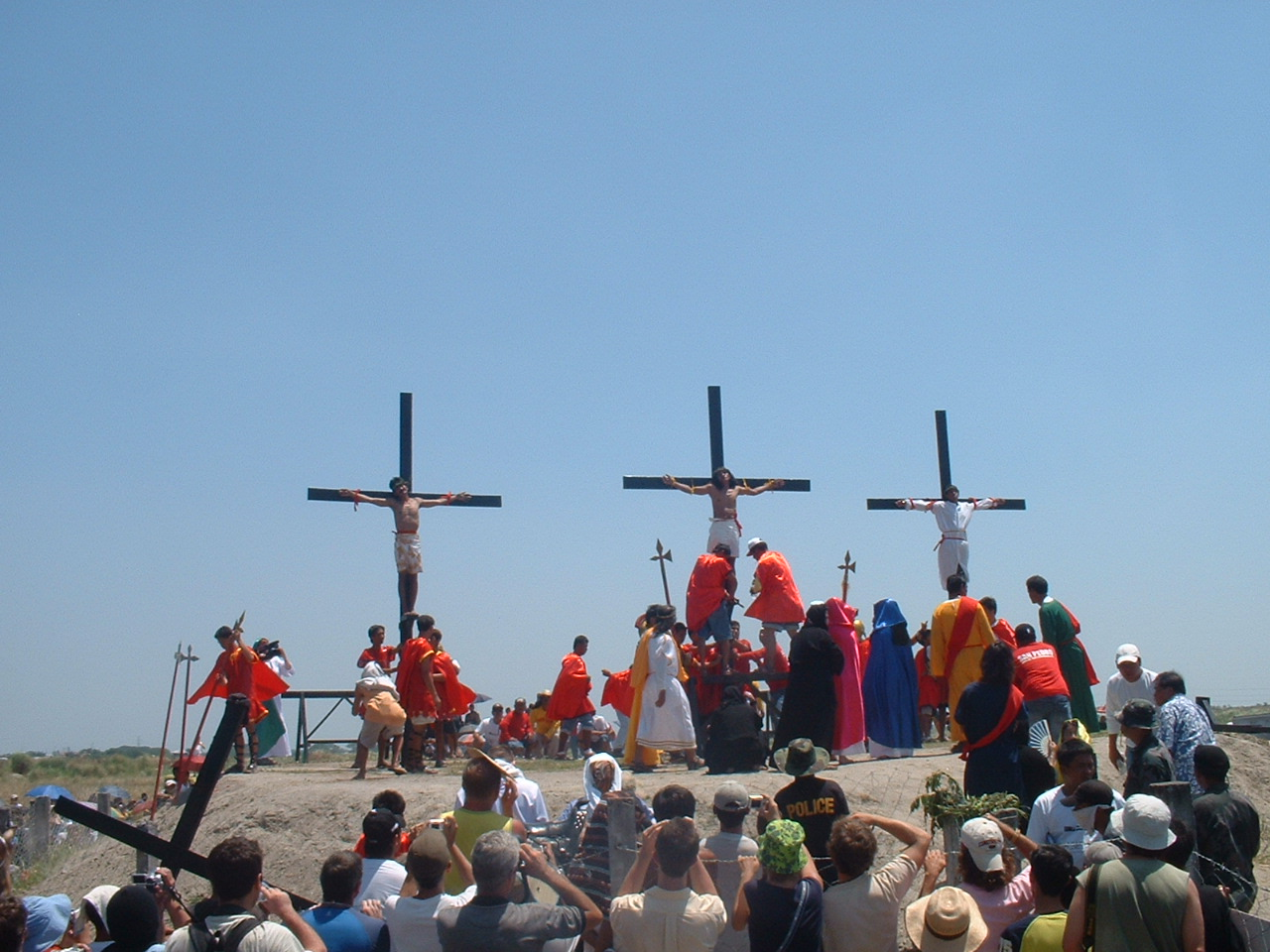
Dobrovolné symbolické ukřižování mužů při pašijových slavnostech v San Fernando na Filipínách, rok 2006

Odsouzený člověk byl někdy nejdříve zbičován a poté ukřižován. Na popravišti byl odsouzený svlečen ze šatů. Autentický historický popis neexistuje, podle ikonografických pramenů ze starověku existovalo více způsobů připevnění na kříž. Člověk mohl být přivázán provazy nebo přibit hřeby. Podle jednoho dochovaného archeologického nálezu předmětu z Izraele byl přibit patou, nikoliv nártem nohy. Dále patrně nebyl přibit dlaněmi, ale ruce byly zezadu kříže přibity hřeby procházejícími zápěstími rukou. Trám (patibulum) byl potom vyzdvižen a nasazen na svislou část kříže (stipes), asi 2,5 až 3,5 metru nad zemí. Nad hlavu křižovaného mohlo být umístěno oznámení se jménem odsouzeného a jeho proviněním (titulus)[zdroj?]. 
Kříž mohl mít více podob, například tvar +, T či X (ondřejský kříž). Oddálení smrti a prodloužení trýznění bylo dosahováno různými způsoby: přidáním podnožky na kříž, jak dokládají románské obrazy a sochy, podáváním houby napuštěné octem k nosu omdlévajícího, aby byl přiveden k vědomí, aj. 
Ukřižovaní někdy nebyli z kříže sejmuti[zdroj?], a tak lidé mohli dlouho vidět řadu křížů jako výstrahu případným následovníkům.

## Příčina smrti ukřižovaného
Názory na příčinu smrti při ukřižování se různí, svou roli však patrně sehrálo více faktorů, uvádí se např. hypovolemický šok a pomalé zadušení v důsledku toho, že pozice těla při ukřižování ztěžuje dýchací pohyby.
Běžně se dýchání sestává ze třech složek; abdominálního, prováděného bránicí a svaly břišními; kostálního, kdy se nádech provádí zvětšováním rozestupu žeber při jejich zvedání; a klavikulárního, kdy nádech je důsledkem zvedání ramenního pletence a klíčních kostí. Při hrudním, kostálním dýchání je hruď při nádechu zvedána proti odporu gravitace a naopak výdech je její tíhou podporován. Tento typ dýchání je nejnamáhavější a energeticky nejnáročnější, a proto se v celém rozsahu uplatňuje hlavně jako součást plného atletického dýchání. Už samo rozpažení ovšem způsobí rozšíření hrudníku a to je při zavěšení za rozpažené ruce vlivem plného napětí svalstva uchyceného na hrudník extrémní. Výsledkem je plný nádech. Nyní je ale výdech zprostředkující svalstvo vystaveno velké a naprosto nezvyklé námaze. Nejen, že teď musí působit proti tíži těla; navíc musí působit i proti síle ostatních, za normální situace kooperujících velkých svalů. Tento odpor je paradoxně tím větší, čím jsou tyto svaly pevnější a vypracovanější.
Za normální situace je, speciálně u mužů, podstatná část dýchání uskutečněna bránicí a svaly břišními. V situaci, kdy tělo na kříži už jen volně visí, se vahou útrob stává břišní dýchání neúčinné a zůstává v pozici plného nádechu. I ostatní pomocné dýchací pohyby tato pozice prakticky vyřadí. Tah rozepjatých paží totiž plně blokuje dýchání klavikulární. Výsledným rovnovážným stavem je teď plný nádech. Výdech musí být prováděn vědomou silou, a veškerá námaha výdechu se teď navíc soustředí převážně do malé, beznadějně přetížené soustavy interkostálních dýchacích svalů. Je jen otázka času, kdy tyto dýchací svaly zkolabují, a pak už nastane jen rychlý konec.

## Historie
Perský král Dareios I. roku 519 př. n. l. nechal ukřižovat (podle jiných údajů narazit na kůly) 3000 politických odpůrců v Babylónu. Antiochos IV. Epifanés nechal bičovat a křižovat jeruzalémské židy. Jedním z největších a nejznámějších užití tohoto trestu byla poprava 6000 účastníků Spartakova povstání v roce 72 př. n. l.. Kříže byly vztyčeny podél silnice Via Appia z města Capua do Říma, vzdáleného 132 římských mil (asi 200 km).
V Evropě se po nástupu křesťanství ukřižování jako forma popravy nevyskytovalo, šlo však o obvyklý trest ve středověkém Japonsku, zhruba od období Sengoku a v období tokugawského šógunátu. V Japonsku se ukřižování označovalo jako haricuke (磔), jeho zavedení bylo možná ovlivněno prvními kontakty s křesťanskou tradicí[zdroj?]. Odsouzenec byl pověšen na kříž ve tvaru písmene T, kat jej v agónii usmrtil kopím. Ukřižováním byli trestáni převážně lupiči a pronásledovaní křesťané. Několik poprav ukřižováním je v Japonsku výjimečně známo i z pozdější doby, známá je především fotograficky doložená poprava vraha a lupiče Sokičiho (pravděpodobně kolem roku 1867), ukřižování bylo také používáno jako forma mučení válečných zajatců dokonce i za druhé světové války.

## Křesťanství
Ukřižování Ježíše Nazaretského je ústřední motiv nejen pašijí, ale spolu s jeho zmrtvýchvstáním celého křesťanského učení. Ježíš, odsouzený za to, že se označoval za mesiášského krále Židů, byl podle křesťanů syn Boží a svou smrt podstoupil dobrovolně, aby tím vykoupil hříchy celého lidstva. Ježíšův osud na kříži je také častým tématem křesťanského umění.
Smrtí ukřižováním měli zemřít i někteří křesťané. Podle legendy byl v Neronově cirku v Římě ukřižován apoštol Petr, který měl být ovšem pověšen nezvykle hlavou dolů, aby se nestavěl na roveň Kristovi. Svatý Ondřej byl zase ukřižován na po něm pojmenovaném kříži tvaru X.

## Současnost
Na Filipínách se na Velký pátek někteří věřící nechávají dobrovolně symbolicky přibít na kříž. Katolická církev však s těmito zvyklostmi nesouhlasí a nepodporuje je.[zdroj?]
Alí Muhammad al-Nimr, který byl jako nezletilý v roce 2011 zadržen v Saúdské Arábii za účast na protivládní demonstraci během Arabského jara, byl v květnu 2014 odsouzen k trestu smrti stětím a k následnému ukřižování.